# Olympische Sommerspiele 1896/Schießen – 25 m Schnellfeuerpistole (Männer)
Der Schießwettkampf über 25 Meter mit der Schnellfeuerpistole bei den Olympischen Spielen 1896 in Athen fand am 11. April im Skopeftirion statt.
Es wurde mit einer Vorderlader Pistole geschossen. Auch die Brüder John und Sumner Paine wollten ursprünglich am Wettkampf teilnehmen. Da ihre Pistolen jedoch nicht dem vorgeschriebenen Kaliber.45 entsprachen, durften sie nicht teilnehmen. Auch auf das Angebot der Griechen, mit deren Waffen zu schießen lehnten sie ab. Somit waren nur vier Athleten aus drei Nationen vertreten. Jeder Athlet schoss fünf Serien mit jeweils sechs Schüssen auf ein 25 Meter entferntes Ziel. Erster Olympiasieger wurde der Grieche Ioannis Frangoudis.

## Ergebnisse
| Rang | Athlet               | Nation         | Punkte    | Treffer   |
| ---- | -------------------- | -------------- | --------- | --------- |
| 1    | Ioannis Frangoudis   | Griechenland   | 344       | 23        |
| 2    | Georgios Orfanidis   | Griechenland   | 249       | 20        |
| 3    | Holger Louis Nielsen | Dänemark       | unbekannt | unbekannt |
|      | Sidney Merlin        | Großbritannien | DNF       | DNF       |